# Calatayud
Calatayud – miasto i gmina w Hiszpanii, we wspólnocie autonomicznej Aragonia, w prowincji Saragossa położone nad rzeką Jalón, w centrum  gór Iberyjskich. Jest to drugie co do wielkości miasto w prowincji po stolicy Saragossie i największe miasto w Aragonii. Jest siedzibą comarki Comunidad de Calatayud.
Calatayud stało się pierwszą demokratyczną gminą 18 kwietnia 1979 roku, ponieważ wybory odbyły się tam dzień wcześniej niż w całej Hiszpanii, aby móc przygotować się do wizyty króla Jana Karola I.

## Nazwa
Nazwa Calatayud pochodzi ze zniekształcenia arabskiego qal’at Ayyub (zamek Ayuba). Przed inwazją muzułmańską miejscowość w rejonie dzisiejszego miasta nosiła nazwę Bilbilis.

## Transport
W południowo–wschodniej części miasta znajduje się stacja kolejowa. Przebiega przez nią linia kolejowa z Madrytu do Saragossy, a także linia kolei dużych prędkości Madryt – Saragossa – Barcelona – granica z Francją. Calatayud było pierwszym hiszpańskim miastem niebędącym stolicą prowincji, w którym zatrzymują się szybkie pociągi AVE.
W pobliżu miasta przebiega droga ekspresowa A-2.

## Współpraca
- Dueville, Włochy
- Gáldar, Hiszpania
- Glen Ellyn, Stany Zjednoczone
- Auch, Francja